# Maritima Médias
Maritima Médias est une société de médias française localisée à Martigues (Bouches-du-Rhône), diffusant une radio (FM), une télévision locale et un site d'information du même nom.
La société est détenue indirectement par la ville de Martigues et d'autres acteurs publiques, et considérée ainsi comme une « structure parapublique ».
Au cours de l'été 2020, Maritima Médias déclare s'intéresser au rachat du quotidien local La Marseillaise,. En octobre 2020, le tribunal de commerce valide l’offre de reprise du quotidien régional par la société de médias.